# Paard met dominant witgen

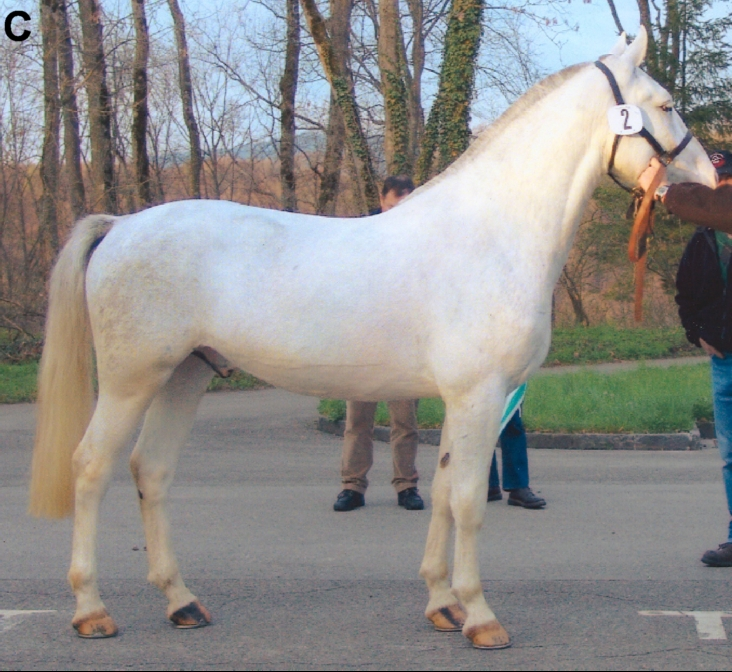
Paard met dominant witgen

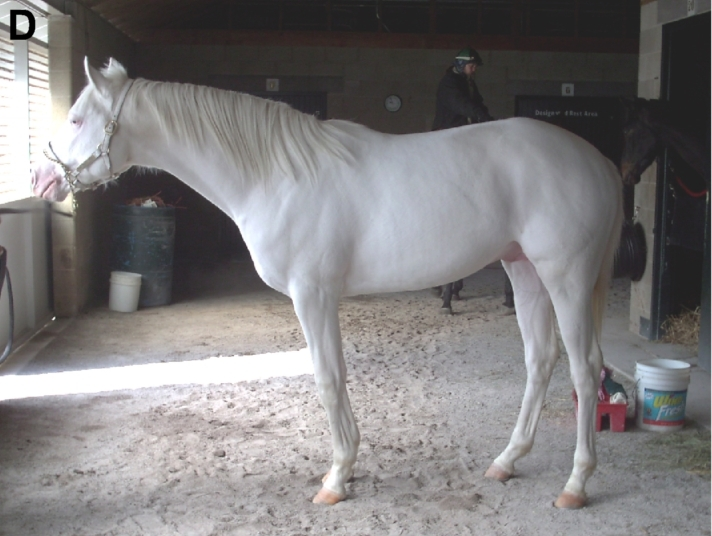
Paard met dominant witgen

Een paard met een dominant witgen is een paard met kenmerken gelijkend op albinisme, en in het bezit van een dominant 'witgen'. Door deze genetische afwijking wordt er geen pigment aangemaakt en is het paard geheel of gedeeltelijk wit van kleur. Soms worden dergelijke paarden als sabino aangeduid.

## Dominant wit
Albinisme komt voor bij vele diersoorten als een spontane mutatie. Bij deze paarden gaat het echter niet om albinisme maar om de aanwezigheid van een dominant 'witgen'. Preciezer gezegd gaat het om  een van de genetisch verwante allelen op het zogenaamde KIT-gen.
Het haar van de vacht inclusief dat van manen en staart zijn puur wit en de huid is roze. De ogen zijn vaak bleekblauw maar soms donkerder. Albino's hebben rode ogen.
Een dominant 'witgen' kan bij alle paardenrassen voorkomen, maar is zeldzaam. In de Verenigde Staten worden sinds 1937 witte paarden bewust gefokt onder auspiciën van de American Albino Horse Club. Hoewel de term albino in de naam voorkomt, gaat het niet om albino's, maar om paarden met de genen die de kleur wit opleveren. Het betreft hier afstammelingen van één enkele hengst, een rijpaard dat in 1907 werd geboren.

## Gebruik
Het ontbreken van pigment heeft nadelen, de huid is erg gevoelig voor zonlicht en het gezichtsvermogen is vaak verminderd. Mede daarom zijn dit soort paarden niet populair als gewone werkpaarden of als wedstrijdpaarden in de paardensport, maar wel als showpaarden voor parades en circusvoorstellingen. 

## Geen ras
Bij de bewust gefokte Amerikaanse paarden die het dominante 'witgen' hebben overgeerfd zijn de overige kenmerken niet vastgelegd. Hun status als apart ras is  daarmee aanvechtbaar.